# 夷守岳
夷守岳（ひなもりだけ）是位在日本宮崎縣霧島山東北部的成層火山。標高1,344公尺。因秀麗的山容，所以被稱作生駒富士。東南山腹是名為夷守台的台地，北部山麓是生駒高原。

## 關連項目
- 霧島山
- 霧島屋久國立公園
- 鄉土富士

## 外部連結
- 夷守岳[永久]